# Kane (Command & Conquer)
Kane egy kitalált karakter a Westwood Studios és az Electronic Arts Command & Conquer-játékainak alternatív univerzumában. Kane az ősi és titkos Nod Testvériség (Brotherhood of Nod) látszólag halhatatlan vezére, akiről valójában nagyon keveset tudnak; sok követője szerint közvetlen kapcsolatban áll a bibliai Káin alakjával, amelyet a vezető eddig nem tagadott, de nem is erősítette meg. A külvilág szerint egy karizmatikus és ragyogó elméjű szociopata szektavezér, ellenségei egy őrült és veszélyes terroristavezérnek tartják, míg követői szent alaknak, prófétának, sőt egyenesen messiásnak tekintik.

## Eredettörténete
Kane eredettörténete a régmúlt homályába vész, így az 1946 előtti életéről viszonylag keveset lehet tudni. Saját elmondása alapján ő egy földönkívüli, aki évezredekkel ezelőtt érkezett a Földre, ekkoriban még sárkunyhókban és barlangokban éltek emberek. Első megjelenését Kr. e. 6000 és 4000 közöttre teszik, a legkorábbi róla szóló feljegyzések az ókori Egyiptomból Kr. e. 1800-ból származnak. Önmaga szerint ő az emberek számára olyan, mint egy apa, állítólag ő emelte fel a fiatal emberiséget, eszközöket és ismereteket adva nekik, és minden úton irányítva őket. Erős a gyanú, hogy Kane volt a bibliai Káin, aki az első gyilkosság után Édentől keletre, Nod földjére menekült, és innen ered a Nod Testvériség neve. 
1Móz. 4,16  

Ezután elment Kain az Úr színe elől, és letelepedett Nód földjén, Édentől keletre. 
Az eredeti Command & Conquer stáblistájának egyik jelenetében kivehető, amint a GDI régészei egy antik Káint és Ábelt ábrázoló képtöredéket emelnek ki a romos Nod szentély alól, illetve a Renegade-ben megtalálják Ábel sírját, így valószínű, hogy tényleg Kane lehetett egykor Káin. Rendkívül intelligens, IQ-ját 198 körülire becsülik. Úgy tűnik, hogy ismeri a Scrint, az űrhajózó és a tiberium alapú idegen fajt, amely messze felülmúlja az emberiséget. Kane genetikai származása és DNS-e azonban teljesen ismeretlen, és még nekik is zavaró rejtvény. Úgy tűnik, hogy testi formája virtuális halhatatlanságot mutat, és rendkívül ellenállóképes a fizikai sérülésekkel szemben, ideértve a normál esetben halálos kimenetelűeket is, pl. az ionágyú általi közvetlen találatot az 1. tiberiumháború idején, teljes felépülése azonban évekig is eltarthat. Más elméletek szerint klónok tucatjait tenyésztik titkos helyszíneken, hogy a próféta halála esetén „bevetésre” kerüljenek, így fenntartva a halhatatlanság látszatát. Ezt az elméletet a 3. és a 4. Command & Conquer-rész megcáfolta. 

## Szerepe a játékokban

### Red Alert
Kane eredete a Command & Conquer sorozatban az 1996-os Command & Conquer: Red Alert játékra nyúlik vissza, amely még az első játék cselekménye előtt játszódik. Itt a Szovjetunió vezetőjének, Joszif Sztálinnak a tanácsadójaként szolgált a szövetségesek és a Szovjetunió közötti második világháború idején. Ebben az idővonalban a Sztálin ellen elkövetett merénylet után Kane eltűnik a politikai színtérről, és csak az 1990-es években jelenik meg újból a Nod Testvériség testületének vezetésében, amely egy kvázi-vallásos terrorista szervezet komoly gazdasági és társadalmi befolyással.

### Command & Conquer: Tiberian Dawn
1995-ben egy meteorit csapódik be az olaszországi Tevere folyó mellett. Egy különös, ismeretlen kristályt is magával hozott, ami lelőhelyének a latin nevéről, a Tiberisről a tiberium nevet kapja. A földönkívüli ásvány erőteljes terjeszkedésbe kezd, és hamarosan világszerte mindenhol előfordul. Kiderül, hogy learatásával és finomításával számtalan értékes nyersanyagot lehet kinyerni belőle, így jelentős erőforrása lesz az iparnak. A globális tiberiumipar 49%-a a rejtélyes Nod kezében összpontosul, amely egyre agresszívabb lesz, így elkerülhetetlenné válik egy komolyabb összetűzés. A következő ötven év folyamán a Nod Testvériség folyamatosan konfliktusba kerül az ENSZ által létrehozott Globális Védelmi Kezdeményezéssel (Global Defense Initiative, GDI) amely egy fejlett multinacionális haderő. Az 1995 és 1998 közt lezajló 1. tiberiumháborúban a hivatalos GDI-kánon szerint a Testvériség totális vereséget szenved, vezérük pedig a Szarajevóban lévő fő templomban veszíti életét, amikor arra végzetes csapást mér az ionágyú az űrből. Az alternatív cselekmény szerint sikerül elfoglalni Afrikát, majd a meghekkelt ionágyúval elpusztítják az ellenséges nyugati világ egy a játékos által kiválasztott ikonikus építményét. A hírekből kiderül, hogy a GDI fővezérét, Mark Jamison Sheppard tábornokot leváltották az eset miatt.

### Command & Conquer: Tiberian Sun
A két fél konfliktusát a frakciók közötti hosszú hidegháború jellemzi, amelyeket rövid, de erőszakos katonai harcok követnek globális szinten. Jellemzően ezek a nyílt konfliktusidőszakok egybeesnek Kane újbóli megjelenésével, hogy személyesen vezesse a Nod Testvériségét, míg a hidegháború időszakai általában azokban az időkben fordulnak elő, amikor a vezető rejtélyes módon eltűnik, és a világ halottnak hiszi.
A vereség után a Nod több kisebb frakcióra esett szét, a legnagyobb egy Hassan nevű GDI-báb irányítása alatt állt. 2030 szeptemberében azonban felbukkan Kane, az áruló helyét pedig a hűséges Anton Slavik veszi át. A cselekménynek ismét 2 lehetséges befejezése van: a hivatalos GDI-történet szerint ismét győznek az egyesült nemzetközi seregek, míg az őrült prófétávall McNeil parancsnok végez. Az alternatív játékmenetben a Nod elpusztítja ellenfele főparancsnokságát, a GDSS Philadelphia űrállomást, majd Kane világmegváltoztató rakétájával egy folyékony tiberium bombát robbantanak fel. Az óriási lökéshullám szétteríti a mutagén anyagot a bolygón, így az egész világ összes élőlénye átalakul a szén alapú életformából tiberum alapúvá.

### Command & Conquer: Tiberium Wars és Tiberian Twilight
A 2040-es és 2050-es években is folytatódnak a harcok. A történetekben már nincs jelentős különbség, csak a végük különbözik minimálisan. A 3. tiberiumháborúba bekapcsolódik a földönkívüli Scrin faj is, így a felek összefognak, és elűzik őket a Földről. A karakter legvégső személyes megjelenése a 2010-es Tiberium Twilight játék volt, amelyben utoljára láthatták őt, amint a földönkívüli Scrin utolsó portálját felhasználva véglegesen elhagyta a Földet.
Az összes játékban, ahol a karakter szerepelt, Kane szerepét Joseph D. Kucan játszotta el. Mindemellett ő volt az egyetlen karakter a Command & Conquer franchise-ban, amely mind a négy elsődleges Command & Conquer címben megjelent, és ugyanakkor az egyetlen karakter, aki a Command & Conquer és a Red Alert univerzumában is megjelent. Kane jelenléte a játéksorozatban túlélte a Westwood Studios Electronic Arts általi felvásárlását és az azt követő bezárását. Az évek során Kane karaktere több független kritikustól is dicséretet kapott, és többen minden idők egyik legjobb főgonoszának tartják. A karakter helyet kapott a Guinness Rekordok Könyvében is, mint a leghosszabb ideje ugyanazon személy által megformált játékkarakter.

## Játékok, amelyben szerepelt
- Command & Conquer (1995)

- Command & Conquer: Red Alert (1996)

- Command & Conquer: Tiberian Sun (1999)

- Command & Conquer: Tiberian Sun - Firestorm (2000)

- Command & Conquer: Renegade (2002) csak CGI

- Command & Conquer 3: Tiberium Wars (2007)

- Command & Conquer 3: Kane's Wrath (2008)

- Command & Conquer 4: Tiberian Twilight (2010)

- Command & Conquer: Rivals (2018) csak CGI

## Fordítás
- Ez a szócikk részben vagy egészben  a   Kane (Command & Conquer) című angol Wikipédia-szócikk ezen változatának fordításán alapul.  Az eredeti cikk szerkesztőit annak laptörténete sorolja fel. Ez a jelzés csupán a megfogalmazás eredetét és a szerzői jogokat jelzi, nem szolgál a cikkben szereplő információk forrásmegjelöléseként.